# Guillaume Seignac
Guillaume Seignac (Rennes, 1870 – Parigi, 1924) è stato un pittore francese.

## Biografia
Studiò arte con Tony Robert-Fleury, Gabriel Ferrier e in particolare con William-Adolphe Bouguereau. Quest'ultimo ebbe una grande influenza su di lui, tanto nella scelta dei soggetti trattati che nella tecnica impiegata, che attribuisce la massima importanza alla qualità del disegno. Nonostante qualche inevitabile concessione alle tendenze del nuovo secolo, come ad esempio il "floreale", Seignac restò un pittore accademico.
Espose regolarmente ai Salons e ne fu ricompensato con una menzione d'onore nel 1900 e con una medaglia di 3ª classe nel 1903.

Il suo soggetto preferito è il corpo femminile che egli dipinse spesso svestito, in un'atmosfera antica o mitologica.

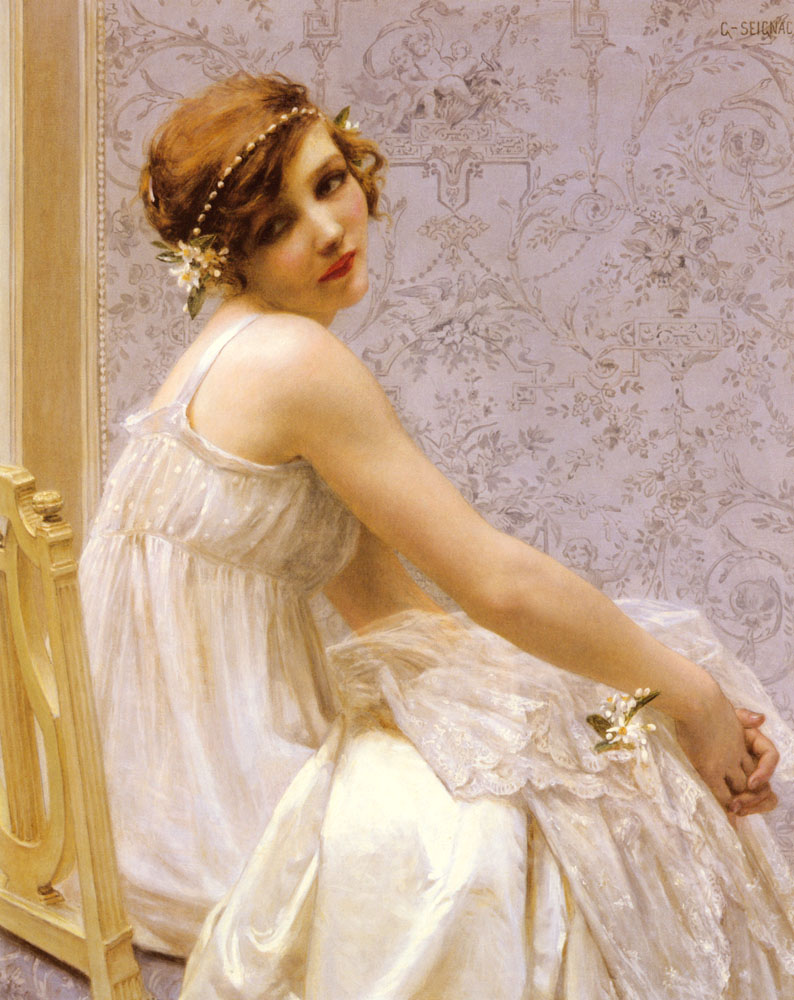
Verginità

## Opere
- Riposo pomeridiano
- La bellezza presso una fonte
- Confidenze
- Cupido e Psyche
- Cupido disarmato
- La follia di Cupido
- Diana cacciatrice
- Faunessa
- Innocenza
- L'Abbandono
- La Libellula
- La Pigra
- Approcci amorosi
- Nudo sulla spiaggia
- Ninfa
- Ninfa alla fontana
- Ninfa e Cupido
- L'abbraccio di Pierrot
- Psiche
- Riflessioni
- Il risveglio di  Psiche
- La fragranza di Iris
- La Musa
- L'onda
- Vanità
- Venere e Cupido
- Verginità
- Giovane nuda su un divanetto
- Giovane di Pompei su una terrazza

## Galleria d'immagini

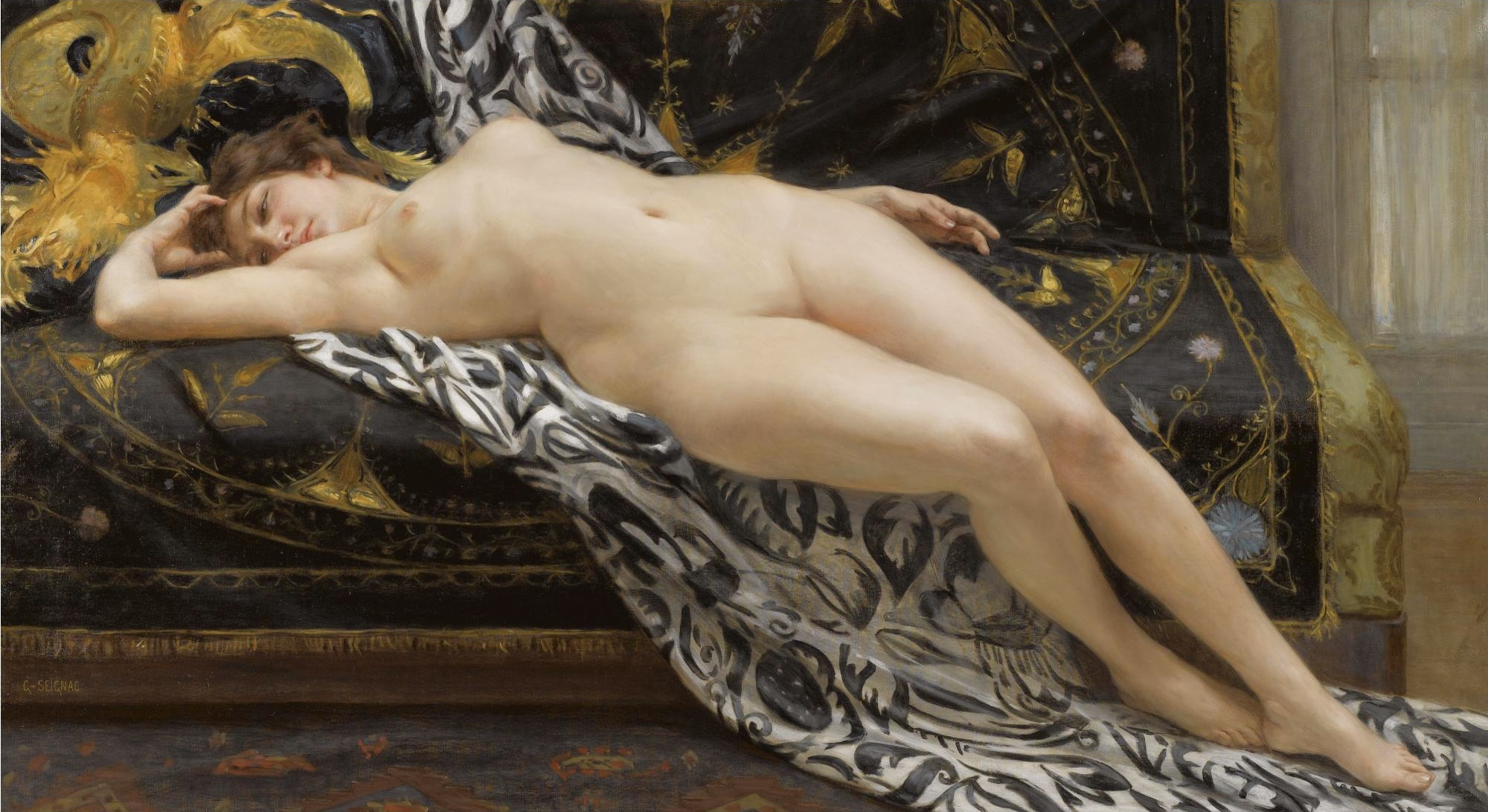
L'abbandono
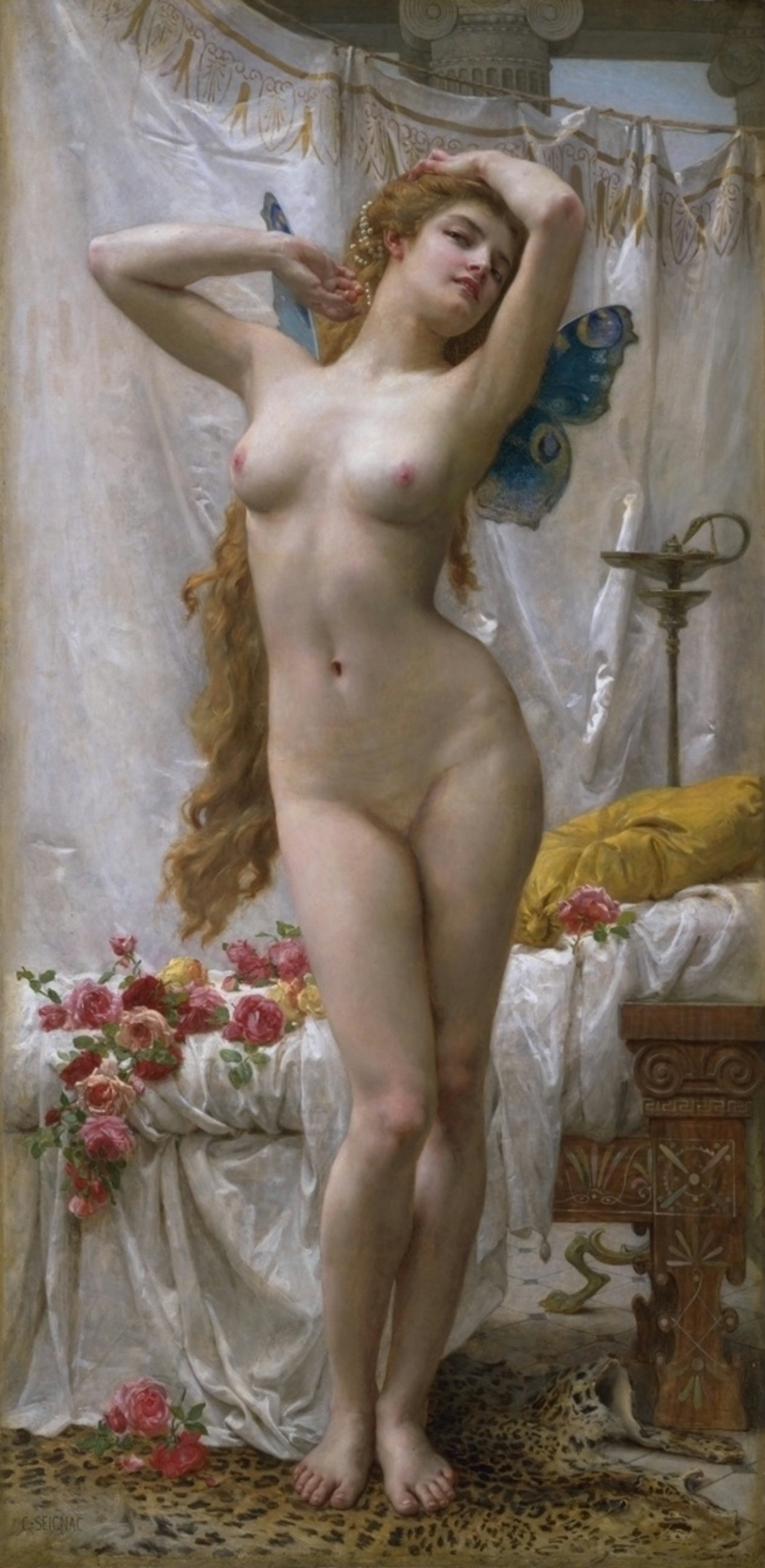
Il risveglio di Psiche
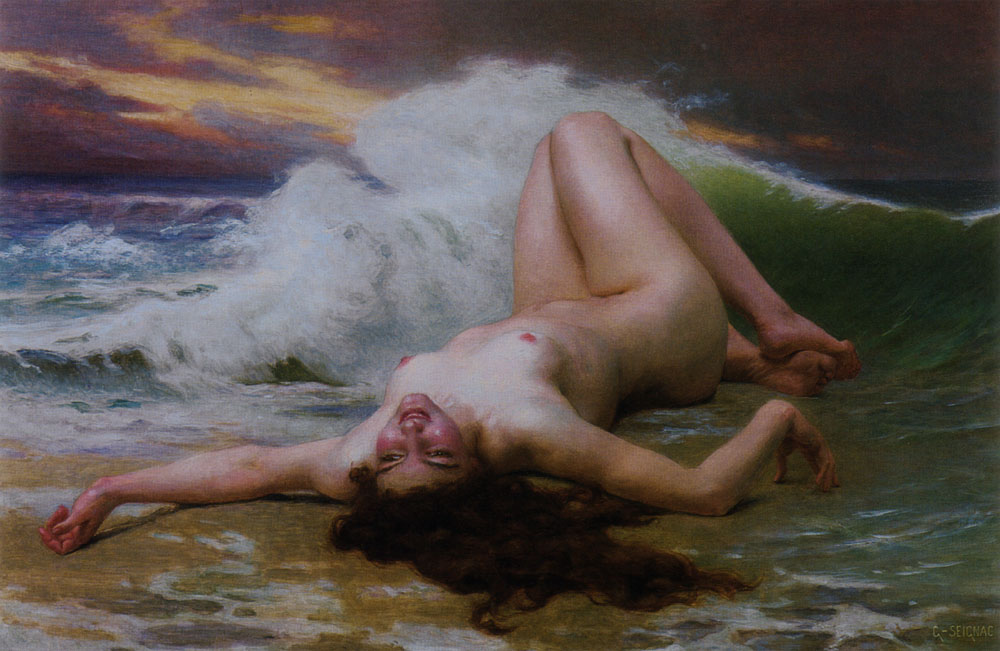
L'onda
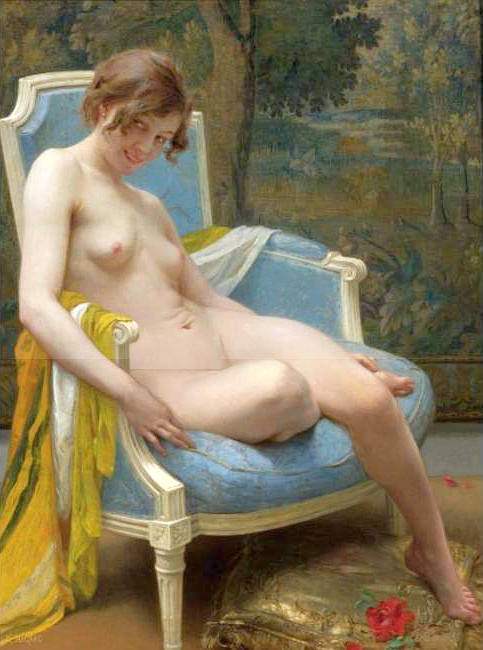
Dafne
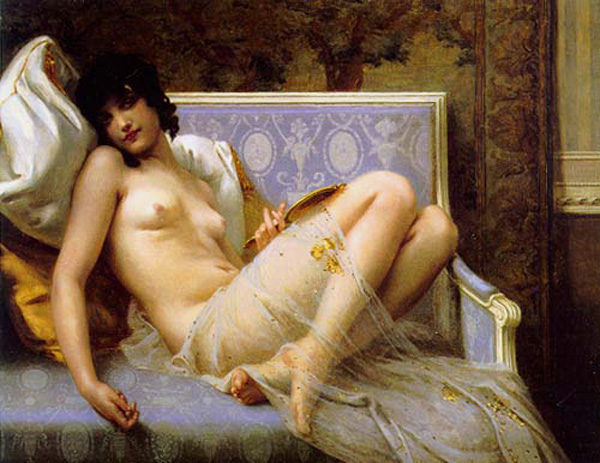
Giovane nuda su un divanetto
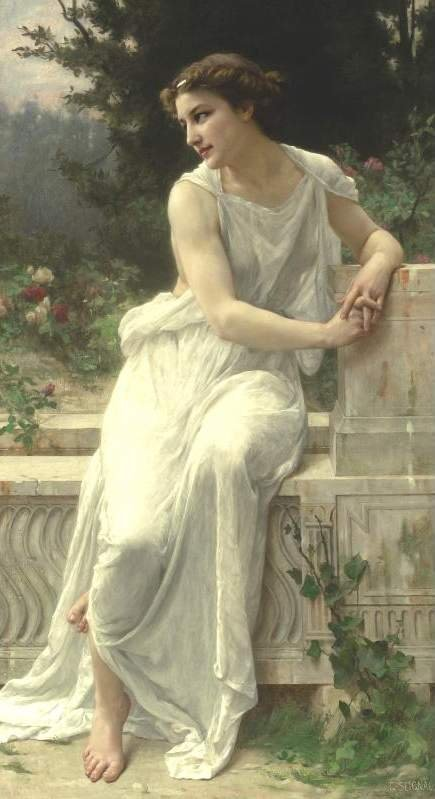
Una giovane di Pompei su un terrazzo
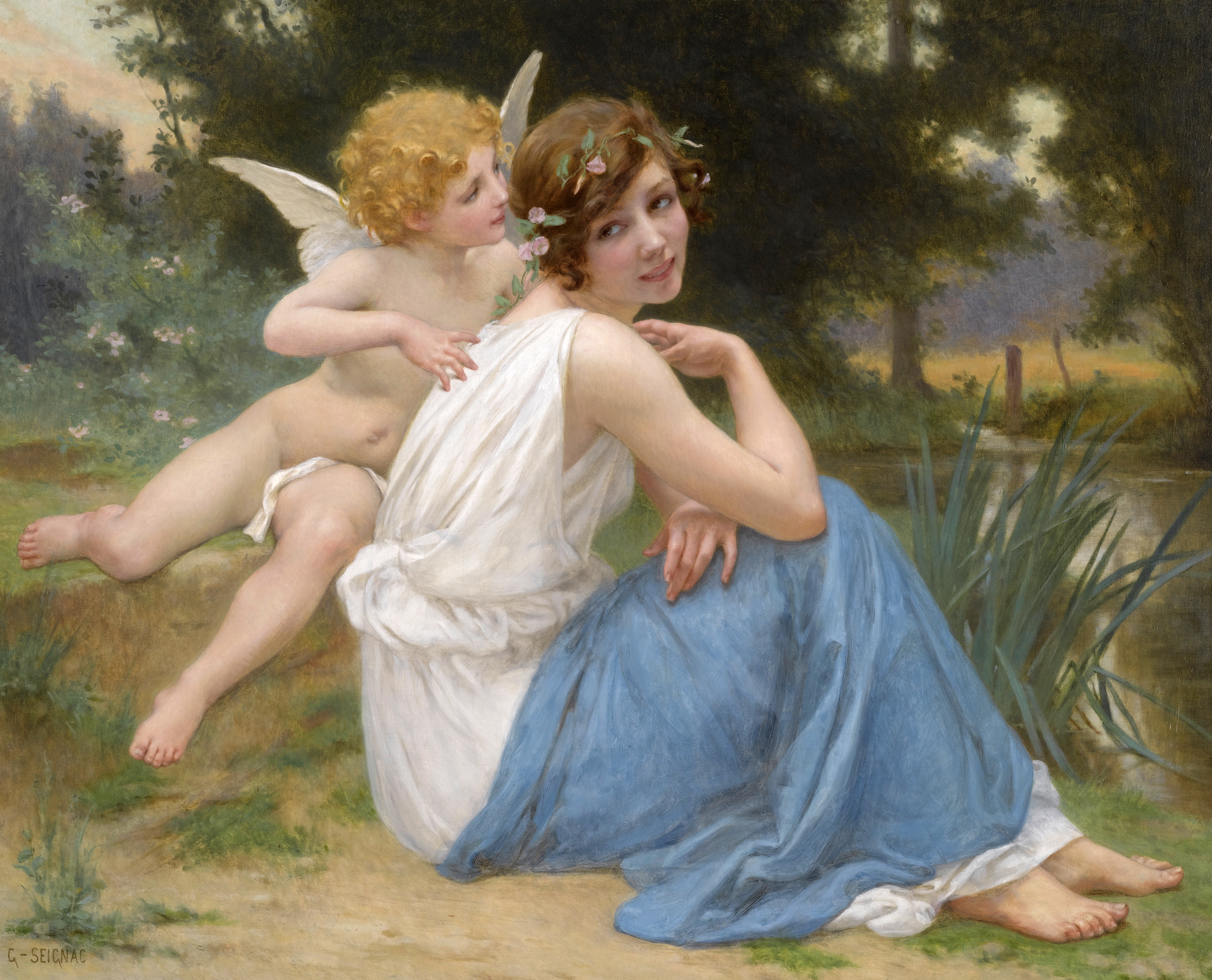
Psiche e Cupido